# ファーズマン1世
ファーズマン1世（グルジア語: ფარსმან I）は、イベリア王国の王。